# Tekken 5: Dark Resurrection
Tekken 5: Dark Resurrection (Tekken: Dark Resurrection op de PSP-versie), ook wel Tekken 5.2/Tekken 5.5 genoemd, is een update voor het computerspel Tekken 5. Het is het zevende spel in de Tekken-serie. Het spel is uitgebracht als arcadespel, en voor de PlayStation Portable en PlayStation Network. Die laatste versie kan worden gespeeld als online-spel.

## Verhaal
Het spel volgt precies dezelfde verhaallijn als Tekken 5, met een aantal extra personages. Het eerste personage is Lili Rochefort. Zij wil de Mishima Zaibatsu vernietigen om haar vaders financiële problemen te beëindigen. Het tweede personage is Sergei Dragunov. Hij is een lid van een geheime Russische organisatie, wiens missie het is om Devil Jin te vangen. Als laatst keert Armor King terug sinds Tekken Tag Tournament, welke zich wil wraken op Craig Marduk.

## Gameplay
Naast de vele extra toevoegingen aan de PlayStation 2-versie van Tekken 5, bevat Dark Resurrection ook een nieuw rangensysteem. Het spel kent 12 nieuwe rangen, maar is de rank Conqueror niet langer beschikbaar. De hoogste rang is nu Divine Fist. Deze is alleen te halen door alle league-wedstrijden, survival tournaments en ranking tournaments in de Tekken Dojo mode te winnen met behulp van een character met de rank Dark Lord. Een andere toevoeging aan het spel is dat de statistieken van de speler worden bijgehouden, zoals voor het laatst in Tekken 3 te zien was.

## Ontvangst
Het spel kreeg van verschillende critici de volgende scores:
| Publicatie                         | Score     |
| ---------------------------------- | --------- |
| GameSpot                           | 9.2/10    |
| GameSpy                            | 4.2 uit 5 |
| IGN                                | 8.2/10    |
| PSM Magazine                       | 9/10      |
| Official PlayStation Magazine      | 9/10      |
| Official PlayStation 2 Magazine UK | 10/10     |
| X-Play                             | 4/5       |
| Compilatie van meerdere reviews    |           |
| Game Rankings                      | 88%       |

## Prijzen en onderscheidingen
Verder won het spel de volgende prijzen:
- IGN Beste PSP Vechtspel van 2006[1]
- IGN Beste Graphicstechnologie op PSP in 2006[2]
- IGN Runner Up PSP Best Offline Multiplayer Game of 2006[3]
- IGN Beste Vechtspel van 2006[4]